# Schistomitrium speciosum
Schistomitrium speciosum là một loài rêu trong họ Dicranaceae. Loài này được Dozy & Molk. Hampe mô tả khoa học đầu tiên năm 1847.